# City to City
| Recensione              | Giudizio        |
| ----------------------- | --------------- |
| AllMusic                |                 |
| Robert Christgau        | B-              |
| Sputnikmusic            | 3.9 (Excellent) |
| Dizionario del Pop-Rock |                 |

City to City è il secondo album in studio del cantautore scozzese Gerry Rafferty pubblicato nel 1978, nel quale è incluso il singolo Baker Street, brano che raggiunse la terza posizione nelle classifiche inglesi e la seconda in quelle statunitensi.

## Tracce

### LP
Lato A
Testi e musiche di Gerry Rafferty.
1. The Ark – 5:30
2. Baker Street – 5:58
3. Right Down the Line – 4:17
4. City to City – 4:46
5. Stealin' Time – 5:36

Lato B
Testi e musiche di Gerry Rafferty.
1. Mattie's Rag – 3:26
2. Whatever's Written in Your Heart – 6:25
3. Home and Dry – 4:47
4. Island – 5:00
5. Waiting for the Day – 5:26

## Musicisti
The Ark
- Gerry Rafferty – voce solista, chitarra acustica, cori
- Jerry Donahue – chitarra elettrica
- Graham Preskett – fiddle, mandolino
- Tommy Eyre – piano
- Gary Taylor – basso
- Henry Spinetti – batteria
- Glen LeFleur – tambourine
- The Bushwackers – introduzione strumentale (fiddle, concertina, bodhrán)
- Barbara Dickson – cori

Baker Street
- Gerry Rafferty – voce solista
- Hugh Burns – chitarra elettrica solista
- Nigel Jenkins – chitarra elettrica ritmica
- Tommy Eyre – tastiere, moog
- Raphael Ravenscroft – sassofono
- Gary Taylor – basso
- Henry Spinetti – batteria
- Glen LeFleur – percussioni
- Graham Preskett – arrangiamento strumenti ad arco

Right Down the Line
- Gerry Rafferty – voce
- Hugh Burns – chitarre
- Brian Cole – chitarra steel
- Tommy Eyre – piano, organo
- Gary Taylor – basso
- Henry Spinetti – batteria
- Glen LeFleur – percussioni

City to City
- Gerry Rafferty – voce, chitarra acustica
- Hugh Burns – chitarra elettrica
- Brian Cole – chitarra steel
- Tommy Eyre – tastiere
- Paul Jones – armonica
- Graham Preskett – fiddles
- Gary Taylor – basso, cori
- Henry Spinetti – batteria
- Hugh Murphy – tambourine
- Rab Noakes – cori
- Roger Brown – cori
- John McBurnie – cori
- Vivian McAuliff – cori

Stealin' Time
- Gerry Rafferty – voce, chitarra acustica
- Micky Moody – chitarra acustica
- Hugh Burns – chitarra elettrica
- Brian Cole – chitarra steel
- Tommy Eyre – grand piano, piano elettrico, moogs
- Graham Preskett – string machine
- Gary Taylor – basso
- Henry Spinetti – batteria
- Glen LeFleur – tambourine

Mattie's Rag
- Gerry Rafferty – voce
- Brian Cole – dobro
- Graham Preskett – string machine, fiddle, arrangiamento sezione strumenti a fiato
- Tommy Eyre – piano
- Willy Ray – accordion
- Gary Taylor – basso
- Henry Spinetti – batteria

Whatever's Written in Your Heart
- Gerry Rafferty – voce solista, cori
- Tommy Eyre – piano, moog
- Barbara Dickson – cori
- Joanna Carlin – cori

Home and Dry
- Gerry Rafferty – voce
- Nigel Jenkins – chitarra solista
- Hugh Burns – chitarre
- Tommy Eyre – piano, moog
- Graham Preskett – arrangiamento strumenti ad arco
- Gary Taylor – basso
- Henry Spinetti – batteria

Island
- Gerry Rafferty – voce
- Hugh Burns – chitarra elettrica
- Brian Cole – chitarra steel
- Tommy Eyre – piano elettrico, organo
- Raphael Ravenscroft – sassofono
- Willy Ray – accordion
- Gary Taylor – basso
- Glen LeFleur – batteria

Waiting for the Day
- Gerry Rafferty – voce, piano
- Hugh Burns – chitarra solista, chitarra ritmica
- Andy Fairweather Low – chitarra elettrica ritmica
- Tommy Eyre – piano elettrico, organo, arrangiamento strumenti a fiato
- Graham Preskett – fiddles
- Gary Taylor – basso
- Henry Spinetti – batteria
- Glen LeFleur – percussioni

Note aggiuntive
- Hugh Murphy e Gerry Rafferty – produttori
- Registrazioni effettuate al Chipping Norton Studios, registrazioni aggiuntive effettuate al Marquee Studios e al Berwick Street Studios
- Barry Hammond – ingegnere delle registrazioni
- Mixaggio effettuato al Advision Studios da Dec O'Doherty
- John Patrick Byrne – dipinto copertina frontale album originale[7]

## Classifica
Album
| Anno | Classifica            | Posizione raggiunta |
| ---- | --------------------- | ------------------- |
| 1978 | Billboard 200         | 1                   |
| 1978 | Official Albums Chart | 6                   |

Singoli
| Anno | Titolo del brano    | Classifica             | Posizione raggiunta |
| ---- | ------------------- | ---------------------- | ------------------- |
| 1978 | Baker Street        | Official Singles Chart | 3                   |
| 1978 | Baker Street        | Billboard Hot 100      | 2                   |
| 1978 | Right Down the Line | Billboard Hot 100      | 12                  |
| 1979 | Home and Dry        | Billboard Hot 100      | 28                  |
| 1978 | Right Down the Line | Adult Contemporary     | 1                   |
| 1978 | Baker Street        | Adult Contemporary     | 4                   |
| 1979 | Home and Dry        | Adult Contemporary     | 26                  |